# Jam band
Jam band je hudební styl vzniklý v 60. letech ve Spojených státech. Původně byl jam band brán pouze jako součást psychedelického rocku, v 90. letech však mnoho hudebníků začalo tento styl používat i v jiných žánrech. Mezi nejznámější hudebníky patří skupiny Grateful Dead a novější Phish.

## Představitelé
- The Allman Brothers Band
- Animal Liberation Orchestra
- The Band
- Band of Gypsys
- Bela Fleck and the Flecktones
- Bernie Worrell & the WOO Warriors
- The Black Crowes
- The Black Keys
- Blind Faith
- Blues Project
- Blues Traveler
- Bob Weir & Ratdog
- Calexico
- Derek Trucks Band
- Galactic
- Grateful Dead
- My Morning Jacket
- Phish
- Soulive
- Tedeschi Trucks Band